# 尤里·库纳科夫
尤里·库纳科夫（1990年2月19日—），出生於沃罗涅日，是一枚俄罗斯男子跳水运动员。他曾参加2008年夏季奥林匹克运动会，在双人3米板项目上获得一枚银牌。